# Dragan Kosić
Dragan Kosić es un deportista yugoslavo que compitió en judo. Ganó una medalla de bronce en el Campeonato Europeo de Judo de 1978 en la categoría de –65 kg.

## Palmarés internacional
| Campeonato Europeo | Campeonato Europeo   | Campeonato Europeo | Campeonato Europeo |
| Año                | Lugar                | Medalla            | Categoría          |
| ------------------ | -------------------- | ------------------ | ------------------ |
| 1978               | Helsinki (Finlandia) | Medalla de bronce  | –65 kg             |